# Asahi (Toyama)
Asahi (朝日町?) è una cittadina giapponese della prefettura di Toyama.